# لینا (خواننده کره جنوبی)
این یک نام کره‌ای است؛ نام خانوادگی لی است.
لی جی‌یون (به کره‌ای: 이지연) (زاده ۱۸ فوریه ۱۹۸۴) که اغلب با نام هنری‌اش لینا (به کره‌ای: 린아)، شناخته می‌شود خواننده، بازیگر اهل کره جنوبی و عضو گروه د گریس است.